# Eternit

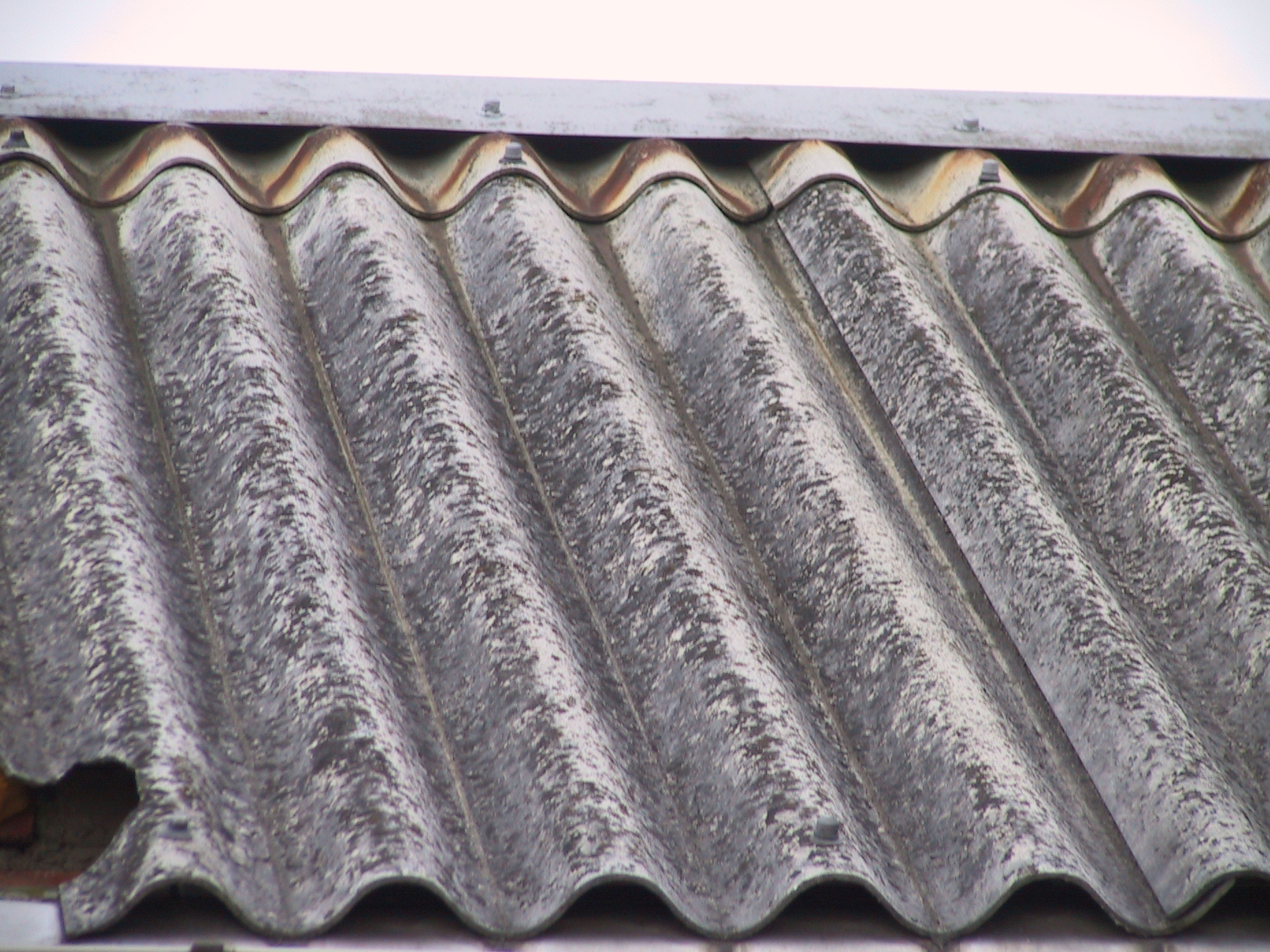
Teja Eternit.

Eternit es una marca de origen en Bélgica, la cual se ha establecido como nombre genérico para referirse a productos hechos con fibrocemento especialmente en el mercado de tejas (techos o cubiertas). Actualmente esta marca de acuerdo a cada país donde tiene presencia pertenece a diferentes empresas o grupos empresariales que la han adquirido con el paso del tiempo. 

## Descripción

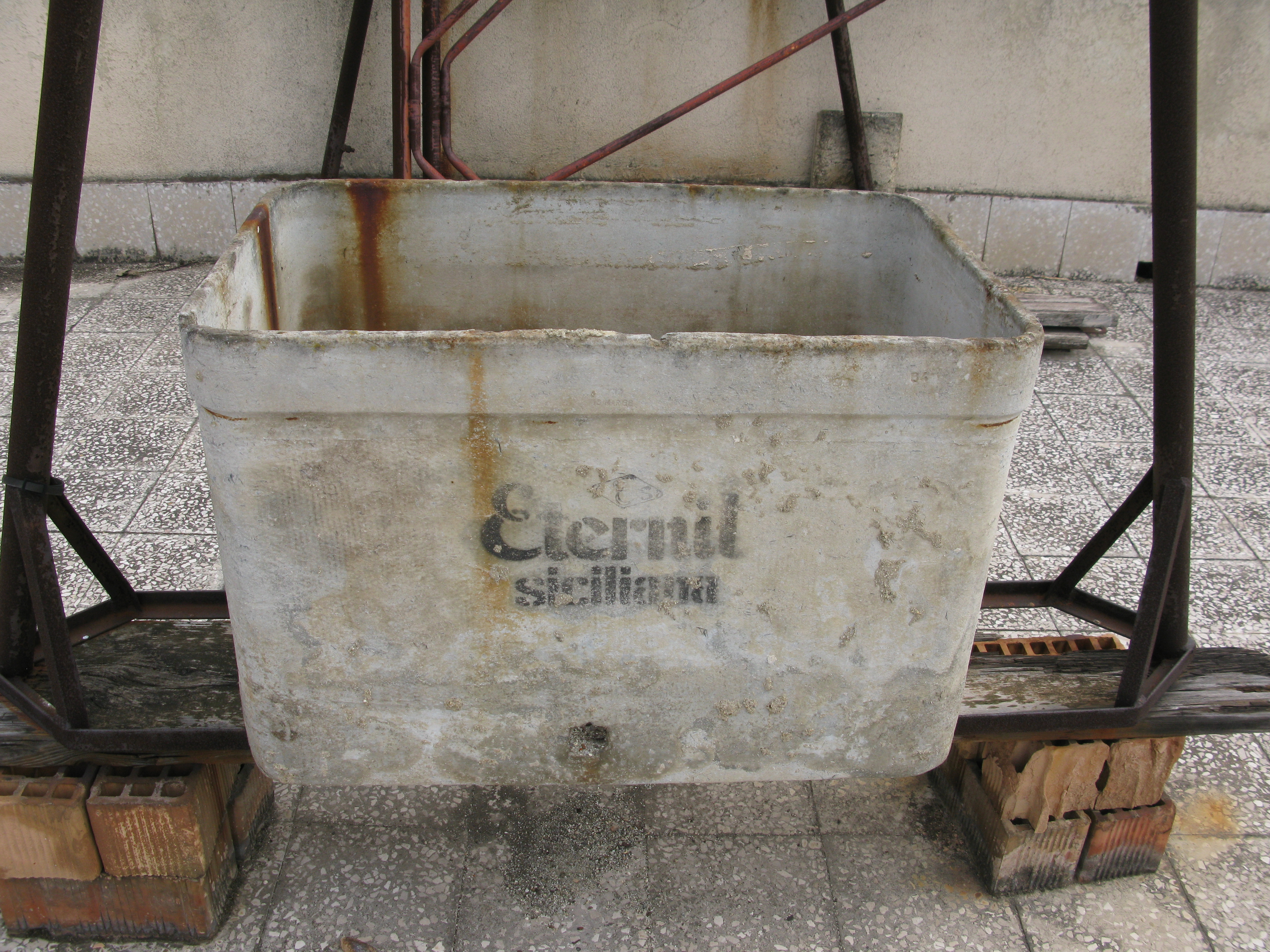
Viejo tanque de agua Eternit.

El término cemento se origina de la palabra latina caementum, que significa "cimiento". El cemento es una sustancia que reacciona químicamente con agua y fragua en un material duro similar a la piedra. En el fibrocemento hay un refuerzo de fibra, el cual contribuye a que el material de fibrocemento sea incluso más fuerte y mejore la tensión soportada. Junto con un proceso de producción cuidadosamente planeada, el fibrocemento hace posible desarrollar un material de construcción fuerte y duradero.
Hoy el cemento de fibra está considerado como material físicamente adecuado para productos de construcción como revestimientos y tejados. Principalmente debido a su funcionamiento, rendimiento y valor comercial.

## Historia

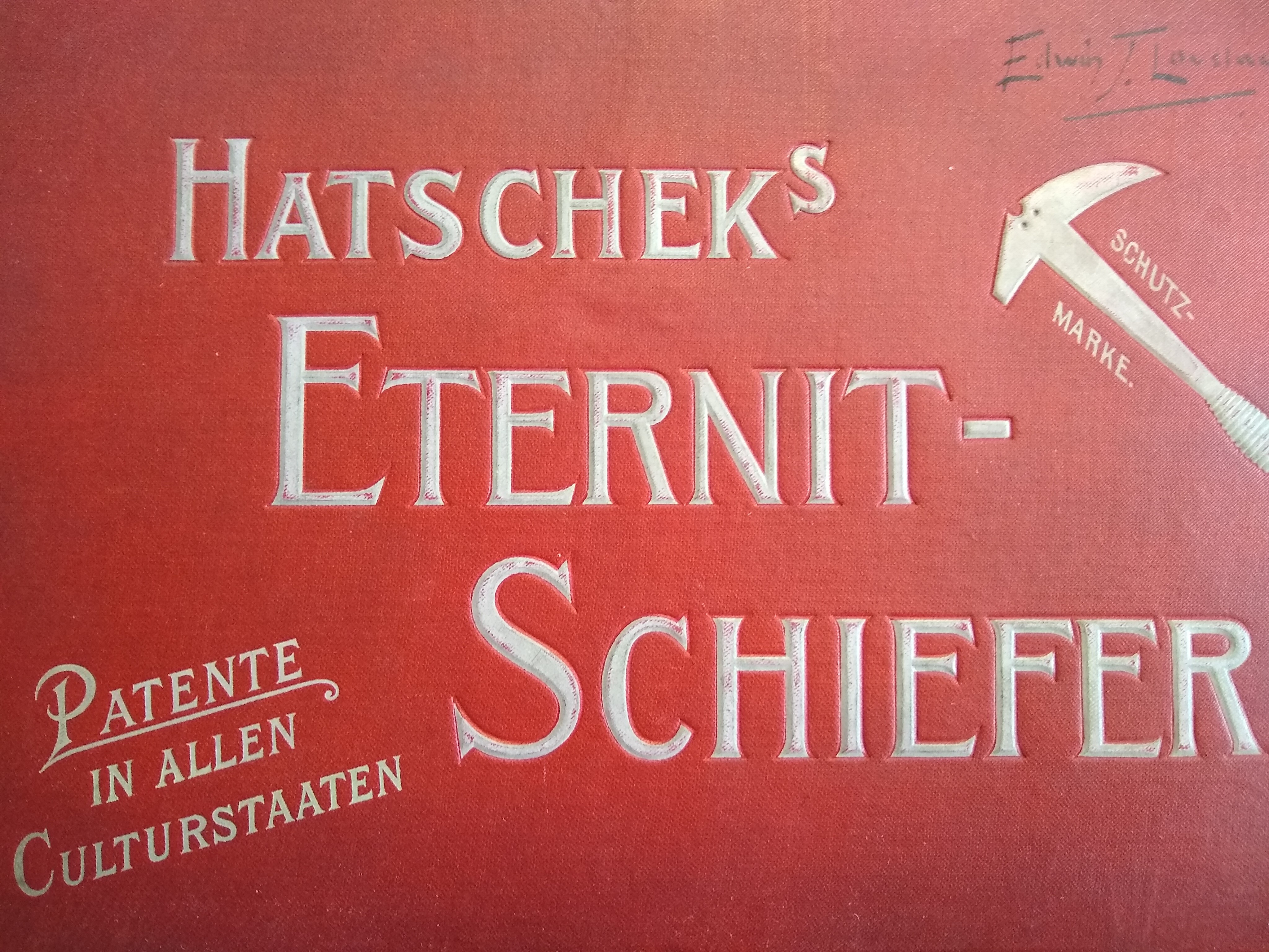

Las fibras reforzadas de productos de cemento consta de una mezcla de 90% de cemento y 10% de fibras de asbesto con agua. Posteriormente se pasa esta mezcla a través de una máquina laminadora de cartón. Originalmente, las fibras eran de asbesto y el material fue usado como revestimiento en edificios de apartamentos debido a su bajo costo, resistencia al fuego, impermeabilidad, bajo peso y otras propiedades de interés. 
El asbesto es nocivo para la salud y ocasiona cáncer de pulmón después de años de exposición laboral o exposición ocasional (asbestosis). 
Al inicio de los años setenta, el uso de asbesto fue progresivamente prohibido. Aun así, en varios países es todavía utilizado para materiales de construcción. Fibras alternativas más seguras, basadas por ejemplo en fibras de celulosa, fueron desarrolladas en la década de los ochenta y garantizaron la ampliamente conocida fuerza del fibrocemento.
El fibrocemento estuvo entre los últimos materiales en el mercado que han contenido grandes cantidades de asbesto. La razón es que en el cemento de amianto, las fibras de amianto están vinculadas a la matriz del cemento y son menos propensas a ser liberadas en el entorno, suspendidas en el aire, e inhalado en los pulmones que en otros materiales o aplicaciones como aislantes térmicos o flocados que llevan fibras de asbesto. 
Sin embargo, las fibras de asbesto son inevitablemente liberadas durante las operaciones mecánicas  de los elementos hechos de fibrocemento y por la erosión a largo plazo de los materiales sometidos a la exposición a la intemperie y el viento cuando el cemento se degrada. Como medida de salud ocupacional y protección a trabajadores en las fábricas de fibrocemento se ha finalmente migrado a la eliminación progresiva de asbesto en sus productos. Al Eternit aún existente se recomienda dejarlo o encapsularlo.

## Uso del material
El fibrocemento es un componente principal de materiales de construcción de larga duración. Las principales áreas de aplicación son en las cubiertas y revestimientos. La siguiente lista da algunas aplicaciones comunes. 
Revestimientos internos:
- Aplicaciones en habitaciones húmedas como: paneles de baldosa.
- Protecciones contra incendios.
- Paredes internas.
- Vierteaguas en ventanas.
- Techos y pisos.

Revestimientos externos:
- Láminas planas como base y/o revestimiento arquitectónico.
- Láminas planas como, por ejemplo, escudos de viento, remates de pared, y techos.
- Láminas corrugadas.
- Pizarras como revestimientos arquitectónicos totales o parciales,
- Bajo techo o bajo teja.
- Tablones.

Techumbres:
- Pizarra.
- Láminas corrugadas.

Estos productos de fibrocemento han encontrado un uso amplio en varios sectores de construcción: industrial, agrícola, edificios domésticos y residenciales, principalmente en aplicación bajo teja y aplicaciones de revestimiento, para construcciones nuevas y proyectos de renovación.

## Terminación del uso de asbesto
El 7 de marzo de 2019 la empresa ha lanzado un comunicado de prensa en que dice que nunca más van a utilizar el asbesto como materia prima para sus productos, ya que además de ser un material cancerígeno y dañino para la salud, el mercado ha cambiado y ellos quieren estar "actualizados"